# Virginie Jouault
Virginie Jouault est une joueuse française de volley-ball, née le 24 novembre 1974 à Calais (Pas-de-Calais). Elle compte 57 sélections en équipe de France A. Elle mesure 1,76 m et joue passeuse.

## Clubs
| Club                                 | Pays   | De        | À         |
| ------------------------------------ | ------ | --------- | --------- |
| Stella Calais (LAF)                  | France | 1992-1993 | 1995-1996 |
| Racing Club de France-Villebon (LAF) | France | 1996-1997 | 1997-1998 |
| Clamart (LAF)                        | France | 1998-1999 | 1998-1999 |
| Melun-La Rochette (LAF)              | France | 1999-2000 | 2001-2002 |
| USSP Albi (LAF)                      | France | 2002-2003 | 2003-2004 |
| Marcq-en-Barœul (N1)                 | France | 2005-2006 | 2005-2006 |
| Tampon Gecko                         | France | 2007-2008 | 2008-2009 |
| DYS (N2)                             | France | 2009-2010 | 2011-2012 |
| RS St-Cyr-sur-Loire (N2)             | France | 2012-2013 | 2012-2013 |

## Équipe de France
Internationale cadette, junior puis senior (57 sélections) de 1994 à 1998 et universitaire . Elle a participé aux Universiades (Japon), Jeux méditerranéens et à 3 tournois de qualification aux Championnats d'Europe.

## Palmarès
Championnat de France 
- 1994 : 3e avec Calais
- 1998 : 3e avec RC de France-Villebon
- 2000, 2001 et 2002 : 3e avec Melun-La Rochette

## Coupe de France (1)
- Vainqueur : 26 mai 1994 (Stella Calais 3-1 RC Cannes (15/17; 15/12; 15/5; 15/1)), Dôme de Villebon.
- Finaliste : 28 mars 1999 (Cannes 3-2 Clamart (15/6, 15/5; 13/15; 8/15; 15/13)), salle Carpentier - Paris
- Finaliste : 2003 (Cannes 3-0 Albi (25/20; 25/21; 25/19)).

## Coupe d'Europe
- Stella Calais : 1994-1995, 1/8èmes de finales de la Coupe d'Europe des vainqueurs de coupe, élimination par Modène (Italie), futur vainqueur de la compétition.
- RC de France-Villebon : 1996-1997, 1/8èmes de finales de la Coupe confédérale, élimination par Florence (Italie) ; 1997-1998, 1/4 de finale de la Coupe confédérale (de la CEV), élimination par Reggio Calabre (Italie).
- Melun-La Rochette : 2000-2001, 1/8èmes de finale de la Coupe de la CEV, élimination par Villebon ; 2001-2002, 1/4 de finale de la Coupe de la CEV, élimination par Vicenza (Italie).
- USSP Albi : 2003-2004, 1/8èmes de finale de la Coupe d'Europe Top Teams Cup, élimination par USC Münster (Allemagne).